# Großsteingrab Gaarden 2
Das Großsteingrab Gaarden 2 (dänisch Gaarden Jættestue) ist eine megalithische Grabanlage der jungsteinzeitlichen Nordgruppe der Trichterbecherkultur im Kirchspiel Mårum in der dänischen Kommune Gribskov.

## Lage
Das Grab liegt nordwestlich von Kagerup auf einem Feld. In der näheren Umgebung gibt bzw. gab es mehrere weitere megalithische Grabanlagen. Etwa 240 m westlich befindet sich das Großsteingrab Gaarden 1. 1,1 km östlich liegt das Ganggrab Kagerup und 1,6 km nordwestlich das Großsteingrab Myregård 1.

## Forschungsgeschichte
Mitarbeiter des Dänischen Nationalmuseums führten in den Jahren 1886 und 1942 Dokumentationen der Fundstelle durch. 1988 erfolgte eine weitere Aufnahme durch Mitarbeiter der Forst- und Naturbehörde.

## Beschreibung
Die Anlage besaß ursprünglich eine Hügelschüttung, die aber fast völlig abgetragen ist. Über ihre genaue Form und Größe liegen keine Angaben vor. Die nord-südlich orientierte Grabkammer ist als Ganggrab anzusprechen. Sie hat einen annähernd rechteckigen Grundriss, die Westseite ist allerdings leicht gewölbt. Die Kammer hat eine Länge von 3 m, eine Breite von 1,6 m im Norden und in der Mitte bzw. 0,9 m im Süden sowie eine Höhe von 1,1 m. Sie besteht aus jeweils drei Wandsteinen an den Langseiten, drei Wandsteinen an der nördlichen und zwei an der südlichen Schmalseite. Von den Decksteinen sind zwei erhalten. An der Mitte der östlichen Langseite befindet sich der Zugang zur Kammer. Ihm ist ein ost-westlich orientierter Gang vorgelagert. Er hat eine Länge von 2,5 m, eine Breite von 0,5 m und eine Höhe von 0,6 m am äußeren Ende bzw. 0,9 m am Kammerende. Der Gang besteht aus zwei Wandsteinpaaren. 